# Vallourec
Vallourec – francuski koncern skupiający przedsiębiorstwa specjalizujące się w produkcji walcowanych, beznitowych tub stalowych, części samochodowych i stali nierdzewnej. Siedziba spółki znajduje się na przedmieściach Paryża, w Boulogne-Billancourt. Akcje Vallourec notowane są na giełdzie Euronext; od 18 grudnia 2006 roku są częścią indeksu CAC 40, zastąpiły walory spółki Publicis.